# Второе правительство Борн
Второе правительство Борн — сорок четвёртое правительство Франции периода Пятой республики, сформированное 4 июля 2022 года под председательством Элизабет Борн, которая была назначена премьер-министром 16 мая 2022 года.

## История
12 и 19 июня 2022 года прошли два тура парламентских выборов, итог которых оказался неблагоприятным для правящей макронистской коалиции «Вместе» — она лишилась абсолютного большинства в Национальном собрании, получив 246 мест из минимально необходимых 289.
4 июля 2022 года было сформировано второе правительство под председательством Элизабет Борн.
9 января 2024 года после отставки Борн новым премьер-министром был назначен Габриэль Атталь.
11 января 2024 года было сформировано правительство Атталя.

## Состав правительства
- Премьер-министр — Элизабет Борн;
  - Министр-делегат демократического обновления, официальный представитель правительства — Оливье Веран
  - Министр-делегат по связям с парламентом — Франк Ристер
  - Министр-делегат равноправия между женщинами и мужчинами, разнообразия и равенства возможностей — Изабель Лонви-Ром[фр.] (до 20 июля 2023)
  - Министр-делегат равноправия между женщинами и мужчинами и по борьбе с дискриминацией — Беранжер Куйяр[фр.] (с 20 июля 2023)
  - Государственный секретарь по делам детства — Шарлотта Кобель[фр.]
  - Государственный секретарь по делам моря — Эрве Бервиль
  - Государственный секретарь солидарной и социальной экономики и общественной жизни — Марлен Шьяппа (до 20 июля 2023)
- Министр европейских и иностранных дел — Катрин Колонна;
  - Министр-делегат внешней торговли, привлекательности Франции и по делам французов за рубежом — Оливье Бехт[фр.]
  - Государственный секретарь по делам развития, франкофонии и международного партнёрства — Хрисула Захаропулу
  - Государственный секретарь по делам Европы — Лоранс Бун
- Министр экологических преобразований и развития территорий — Кристоф Бешю;
  - Министр-делегат местного самоуправления — Каролин Кайё (до 28 ноября 2022)
  - Министр-делегат транспорта — Клеман Бон
  - Министр-делегат городов и жилищного хозяйства — Оливье Кляйн[фр.] (до 20 июля 2023)
  - Министр-делегат жилищного хозяйства — Патрис Вергрье[фр.] (с 20 июля 2023)
  - Министр-делегат по делам сельских местностей — Доминика Фор[фр.] (с 28 ноября 2023)
  - Государственный секретарь по делам городов — Сабрина Агрести-Рубаш[фр.] (с 20 июля 2023)
  - Государственный секретарь по вопросам экологии — Беранжер Куйяр[фр.] (до 20 июля 2023)
  - Государственный секретарь по вопросам биоразнообразия — Сара Эль Аири (с 20 июля 2023)
  - Государственный секретарь по делам сельских местностей — Доминика Фор[фр.] (до 28 ноября 2023)
- Министр национального просвещения и по делам молодёжи — Габриэль Атталь (с 20 июля 2023); Пап Ндьяй (до 20 июля 2023);
  - Министр-делегат просвещения и профессиональной подготовки — Кароль Гранжан[фр.]
  - Государственный секретарь по делам молодёжи и всеобщей национальной службы — Сара Эль Аири (до 20 июля 2023)
  - Государственный секретарь по делам молодёжи и всеобщей национальной службы — Приска Тевено (с 20 июля 2023)
- Министр экономики, финансов, промышленного и цифрового суверенитета — Брюно Ле Мэр;
  - Министр-делегат общественных счетов — Габриэль Атталь (до 20 июля 2023)
  - Министр-делегат общественных счетов — Тома Казнав[фр.] (с 20 июля 2023)
  - Министр-делегат промышленности — Ролан Лекюр
  - Министр-делегат цифровизации и телекоммуникаций — Жан-Ноэль Барро
  - Министр-делегат малого и среднего предпринимательства, торговли, ремёсел и туризма — Оливия Грегуар
- Министр Вооружённых сил — Себастьян Лекорню;
  - Государственный секретарь по делам молодёжи и всеобщей национальной службы — Сара Эль Аири
  - Государственный секретарь по делам ветеранов и памяти — Патрисия Мирайе[фр.]
- Министр внутренних дел и заморских территорий — Жеральд Дарманен;
  - Министр-делегат заморских территорий — Филипп Вижье[фр.] (с 20 июля 2023)
  - Министр-делегат заморских территорий — Жан-Франсуа Каренко[фр.] (до 20 июля 2023)
  - Министр-делегат местного самоуправления — Каролин Кайё (до 28 ноября 2022)
  - Министр-делегат по делам местного самоуправления — Доминика Фор[фр.] (с 28 ноября 2023)
  - Государственный секретарь по делам гражданства — Соня Баке[фр.] (до 27 сентября 2023)[5]
- Министр труда, полной занятости и интеграции[фр.] — Оливье Дюссо;
  - Министр-делегат просвещения и профессиональной подготовки — Кароль Гранжан[фр.]
- Министр солидарности и семьи — Аврора Берже (с 20 июля 2023);
- Министр солидарности, автономности пожилых граждан и по делам лиц с ограниченными возможностями — Жан-Кристоф Комб (до 20 июля 2023);
  - Министр-делегат по делам лиц с ограниченными возможностями — Женевьева Даррьёсек (до 20 июля 2023)
  - Министр-делегат по делам лиц с ограниченными возможностями — Фадила Хаттаби[фр.] (с 20 июля 2023)
- Хранитель печатей, министр юстиции — Эрик Дюпон-Моретти
- Министр культуры — Рима Абдул-Малак;
- Министр здравоохранения и профилактики[фр.] — Аньес Фирмен-Ле Бодо (с 20 декабря 2023); Орельян Руссо (20 июля — 20 декабря 2023); Франсуа Браун (до 20 июля 2023);
  - Ответственный министр местных организаций и специальностей здравоохранения — Аньес Фирмен-Ле Бодо (с 20 декабря 2023)
  - Министр-делегат местных организаций и специальностей здравоохранения — Аньес Фирмен-Ле Бодо (до 20 декабря 2023)
- Министр высшего образования и научных исследований — Сильви Ретайо;
- Министр сельского хозяйства и продовольственного суверенитета — Марк Фено;
- Министр реорганизации и государственной службы[фр.] — Станислас Герини;
- Министр преобразования энергетики — Аньес Панье-Рюнаше;
- Министр спорта, Олимпийских и Паралимпийских игр[фр.] — Амели Удеа-Кастера.